# Sundown (álbum)
Sundown es el segundo álbum del grupo pop británico S Club 8, conocido como "S Club Juniors". El álbum fue realizado en 2003 y llegó al puesto Nº13 en las listas musicales del Reino Unido. Los autores y productores que contribuyeron con el álbum incluyen a Korpi & Blackcell, Jewels & Stone, Yak Bondy, Hannah Robinson y los exmiembros de Dead or Alive Tim Lever y Mike Percy. La canción "One Thing I Know" fue coescrita por la ex Spice Girls Emma Bunton, quien proveyó con vocales de coro para la misma. La canción de título homónimo al álbum fue realizada por otra banda de 19 Entertainment, American Juniors.

## Lista de canciones
1. "Fool No More"
2. "Sundown"
3. "Don't Tell Me You're Sorry"
4. "Love To The Limit"
5. "Turn The Lights On"
6. "Searching For Perfection"
7. "One Thing I Know"
8. "Sail On Through"
9. "Big Fun"
10. "The Day You Came"
11. "Pretty Boy"
12. "Rush"
13. "I Just Came To Dance"
14. "Drawn To You"
15. "Tears On My Pillow"

- Datos: Q6135570